# Ribeira das Tainhas
Ribeira das Tainhas é uma freguesia portuguesa do município de Vila Franca do Campo, com 9,91 km² de área e 640 habitantes (censo de 2021). A sua densidade populacional é 64,6 hab./km².
Foi criada a 15 de setembro de 1980 pelo Decreto Regional n.º 24/A/80, de 15/09/1980, em território anteriormente pertencente à freguesia de São Miguel e tem como padroeiro o Bom Jesus em Menino, a que foi dedicada a Igreja do Bom Jesus Menino.
Esta localidade tem a origem do seu nome ligado a uma das maiores Ribeiras da ilha de São Miguel, a Ribeira das Tainhas.

## Demografia
A população registada nos censos foi:
| Distribuição da População por Grupos Etários | Distribuição da População por Grupos Etários | Distribuição da População por Grupos Etários | Distribuição da População por Grupos Etários | Distribuição da População por Grupos Etários |
| -------------------------------------------- | -------------------------------------------- | -------------------------------------------- | -------------------------------------------- | -------------------------------------------- |
| Ano                                          | 0-14 Anos                                    | 15-24 Anos                                   | 25-64 Anos                                   | > 65 Anos                                    |
| 2001                                         | 187                                          | 129                                          | 365                                          | 101                                          |
| 2011                                         | 134                                          | 102                                          | 371                                          | 96                                           |
| 2021                                         | 78                                           | 85                                           | 379                                          | 98                                           |

### Eleições Junta de Freguesia[5]
| Data | %    | M     | %       | M       | Participação |   |                |
| Data | PS   | PS    | PPD/PSD | PPD/PSD | Participação |   |                |
| ---- | ---- | ----- | ------- | ------- | ------------ | - | -------------- |
| Data | 2021 | 71.11 | 5       | 25.93   | Participação | 2 | 65,11 / 100,00 |